# 稲岡大志
稲岡 大志（いなおか　ひろゆき、1977年2月26日−）は日本の哲学者。大阪経済大学経営学部准教授。

## 専門
専門は、ライプニッツの数理哲学（数学の哲学）、数学・論理の哲学、ポピュラカルチャーの哲学、スポーツ哲学・倫理学など。最近は信頼研究、哲学教育研究、ポピュラー哲学研究なども手がけている。

## 経歴
1977年大阪府茨木市生まれ。2008年神戸大学大学院文化学研究科博士課程修了。博士（学術）。神戸大学大学院人文学研究科助教、神戸大学、甲南女子大学、関西大学等の非常勤講師を経て2019年4月から現職。2014年11月日本ライプニッツ協会研究奨励賞受賞（論文「実体の位置と空間の構成――ライプニッツ空間論の展開の解明に向けて」に対して）。

## 著書

### 単著
1. 稲岡大志、『ライプニッツの数理哲学−−空間・幾何学・実体をめぐって』、昭和堂、2019年．

### 共著
1. 小山虎編、『信頼を考える：リヴァイアサンから人工知能まで』、勁草書房、2018年．（第1章「ホッブズにおける信頼と「ホッブズ問題」」を担当．
2. 酒井潔＋長綱啓典＋佐々木能章編、『ライプニッツ読本』、法政大学出版局、2012年、「数学の哲学としてのライプニッツ哲学──幾何学・記号・想像力」を担当.

## 論文
1. 稲岡大志、「ライプニッツにおける幾何学の基礎」、『愛知』、神戸大学哲学懇話会、17号、54-62頁、2005年. （査読あり）
2. 稲岡大志、「ライプニッツにおける神の存在証明と永遠真理の基礎」、『愛知』、神戸大学哲学懇話会、18号、79-90頁、2006年. （査読あり）
3. Shunsuke Yatabe, Hiroyuki Inaoka, "On Evans's vague object from set theoretic viewpoint", Journal of Philosophical Logic, vol.35, no.4, pp.423-434, 2006. （査読あり）
4. 稲岡大志、「ライプニッツのユークリッド批判」、『哲学の探求』、哲学若手研究者フォーラム、34号、55-68頁、2007年.（査読なし）
5. 稲岡大志、「特待生問題とはいかなる問題なのか――スポーツ倫理学の観点から」、『21世紀倫理創成研究』、2号、99-114頁、2009年.（査読あり）
6. 稲岡大志、「幾何学における記号と抽象――ライプニッツの「幾何学の哲学」の可能性――」、『哲學』、61号、日本哲学会、165-79頁、2010年. （査読あり）
7. 稲岡大志、「点と最小者――ライプニッツの中期幾何学研究について」、『アルケー』、18号、関西哲学会、77-88頁、2010年. （査読あり）
8. 稲岡大志、「図形推論と数学の哲学――最近の研究から」、『科学哲学』、47巻1号、日本科学哲学会、67-82頁、2014年.（査読あり）
9. 稲岡大志、「実体の位置と空間の構成――ライプニッツ空間論の展開の解明に向けて」、『ライプニッツ研究』、3号、日本ライプニッツ協会、111-28頁、2014年.（査読あり）
10. 稲岡大志、「最初の幾何学者はいかにして恣意性の鉛筆を折ることができたか？」、『フッサール研究』、12号、フッサール研究会、159-71頁、2015年. （招待論文）
11. 稲岡大志、「モナドロジー前史――中期ライプニッツ哲学における点とモナドをめぐって」、『アルケー』、23号、関西哲学会、1-13頁、2015年. （招待論文）
12. 稲岡大志、「堀江由衣をめぐる試論――音声・キャラクター・同一性――」、『フィルカル』、vol.1, no.2. ミュー出版、112-40頁、2016年.
13. 稲岡大志、「ライプニッツ的空間はいかにして構成されるか？――クラーク宛第5書簡104節における「抽象的空間」をめぐって」、『日本カント研究』、第18号、日本カント協会、90-104頁、2017年．（招待論文）

## その他

### 翻訳
1. クリスティン・シュレーダー＝フレチェット、『環境リスクと合理的意思決定――市民参加の哲学――』(Shrader-Frechette,K.S.1991.Risk and Rationality Philosophical Foundations For Populist Reforms. University of California Press.)、松田毅監訳、村上毅・茶谷直人・井上英昌・成瀬尚志・稲岡大志・志村幸紀訳、昭和堂、2007年.（第3章と第4章を担当）
2. ベルンハルト・イルガング、『解釈学的倫理学 科学技術社会を生きるために』(Bernhard Irrgang, Hermeneutische Ethik. Pragmatisch-ethische Orientierung in technologischen Gesellschaften, Wissenschaftliche Buchgesellschaft, 2007.)、松田毅監訳、稲岡大志・信田尚久・早坂真一・八幡さくら訳、昭和堂、2014年.（第1章を担当）
3. ヘルベルト・ブレーガー、「ライプニッツ哲学における全体と部分」、『部分と全体の哲学 歴史と現在』、松田毅編著、春秋社、2014年、77-97頁.
4. リチャード T.W. アーサー、池田真治＋稲岡大志＋阿部皓介訳、「現代科学の観点から見たライプニッツ」、『ライプニッツ研究』、日本ライプニッツ協会、4号、2016年、71-97頁．
5. 『ライプニッツ著作集 第II期 第3巻 技術・医学・社会システム』、工作舎、2018年6月.（『時計論』『計算機の発明』『ゲーム覚え書き』の翻訳と注解と解説を担当）
6. ヴィンチェンツォ・デ・リージ、稲岡大志訳「位置解析、すなわち数学の基礎と空間の幾何学」、『ライプニッツ研究』、日本ライプニッツ協会、5号、2018年、1-26頁．

### 国際会議論文、解説記事、商業誌論文など
1. Shunsuke Yatabe, Hiroyuki Inaoka, "Vagueness and Extensionality", Proceedings of 2nd International Conference on Fuzzy Systems and Knowledge Discovery, Lecture Notes in Computer Science, Springer-Verlag, Volume 3613, pp.263-266, 2005. （査読あり）
2. 稲岡大志、「推論の合理性について――合理的リスク判断のために――」、倫理創成研究会ニューズレター、神戸大学大学院文化学研究科、5号、2007年、51-2頁.
3. Hiroyuki Inaoka, “A Sports Ethical Analysis of the Problem of Baseball Scholarship Student in Japan”, Proceedings of 1st International Conference: Applied Ethics and Applied Philosophy in East Asia, Kobe University, pp.66-75, 2011. （査読あり）
4. Hiroyuki Inaoka, "Leibniz's Conception of Diagram and Intuitive Knowledge in Mathematical Reasoning", Natur und Subjekt: Akten des IX. Internationalen Leibniz-Kongresses, ed. H. Breger, J. Herbst and S. Erdner, Hannover: Hartmann, pp. 504-12, 2011. （査読あり）
5. 稲岡大志、「ライプニッツ数理哲学研究の現在」、『ライプニッツ研究』、2号、日本ライプニッツ協会編、2012年、157-60頁.
6. Hiroyuki Inaoka, "What Constitutes Space?: The Development of Leibniz’s Theory of Constituting Space", "Fur unser Gluck oder das Gluck anderer". Vortrage des X. Internationalen Leibniz-Kongresses, Band III, Georg Olms, 2016, pp.427-39. (査読あり)
7. 稲岡大志、「これからのスポーツ哲学・倫理学」、『21世紀倫理創成研究』、10号、神戸大学大学院人文学研究科倫理創成プロジェクト、2017年、114-6頁.
8. 稲岡大志、「哲学史の授業をより魅力的にするためにはどうすればよいか?」、『東北哲学会年報』、33号、東北哲学会、2017年、142-4頁.
9. 稲岡大志、「岡田麿里と声優の音声の「自然さ」」、『ユリイカ』2018年3月臨時増刊号（総特集：岡田麿里）、青土社、2018年、134-44頁.
10. 稲岡大志・町田一・長綱啓典・根無一行・根無一信、「ライプニッツ：受容と実践――根無一信『ライプニッツの創世記』合評会から」、『帝京大学 学修・研究支援センター論集』、10号、2019年、pp.115-27.

### 地域企業連携実習を担当
地域企業連携実習は、大阪経済大学の経営学部生たちが大阪市内の中小企業を取材して、その成果を作成するフィールドワーク型の授業です。2022年度のテーマは「企業のWikipediaを作ろう」であり、学生が参加企業を取材して、企業Wikipediaの項目を作成・改訂した。Wikipediaという公共性の高い情報を作成することで、学生に「知の担い手」になってもらい、参加企業にとってWikipediaという最も人目に付きやすい形での情報発信につながるという意味で、学生・参加企業双方にメリットのある活動ではないかという事で起案された。
また、この授業は、大学と地元企業を結びつける地域人材の育成を目指す「志プロジェクト」と連動している
。